# Arhopala ridleyi
Arhopala ridleyi är en fjärilsart som beskrevs av Corbet 1941. Arhopala ridleyi ingår i släktet Arhopala och familjen juvelvingar. Inga underarter finns listade i Catalogue of Life.